# N808 (België)
De N808 is een N-weg in de Belgische provincie Luxemburg. Deze weg vormt de verbinding tussen Saint-Hubert en Maissin.
De totale lengte van de N808 bedraagt ongeveer 20 kilometer.

## Plaatsen langs de N808
- Saint-Hubert
- Poix-Saint-Hubert
- Libin
- Villance
- Maissin

## N808a
De N808a is een aftakking van de N808 bij Poix-Saint-Hubert. De 100 meter lange route verbindt de N808 met het treinstation Poix-Saint-Hubert.
Deze route wordt ook benummerd met het wegnummer P18.